# Partito Nazionale di Scozia
Il Partito Nazionale di Scozia (NPS) fu un partito politico di centro-sinistra operativo in Scozia, e fu uno dei predecessori dell'attuale Partito Nazionale Scozzese (SNP). Il NPS fu il primo partito politico nazionalista scozzese, e il primo che propose l'autodeterminazione scozzese.
Il Partito Nazionale di Scozia fu costituito nel 1928 dall'amalgama della Lega Nazionale Scozzese (SNL) e del Movimento Nazionale Scozzese (SNM), oltre che dell'Associazione Nazionalista Scozzese dell'Università di Glasgow (GUSNA). Il NPS emerse dal consenso tra i membri di questi gruppi, e della Scottish Home Rule Association, che la soluzione migliore per raggiungere l'home rule scozzese fosse quella di avere un partito politico indipendente, libero da collegamenti a partiti esistenti.
Il NPS partecipò alle elezioni generali del 1929 e del 1931, oltre che a diverse elezioni suppletive. Nel 1934 il NPS si unì con il Partito Scozzese per formare il Partito Nazionale Scozzese.

## Risultati elettorali
Lewis Spence fu il primo nazionalista a candidarsi a un'elezione; si presentò a Midlothian and Peebles Northern ad un'elezione suppletiva nel 1929 e arrivò quarto con il 4,5% dei voti.
| Elezioni per la Camera dei comuni | Candidati | Seggi ottenuti | Voti   | % del voto scozzese |
| --------------------------------- | --------- | -------------- | ------ | ------------------- |
| Elezioni generali del 1929        | 2         | 0              | 3.313  | 0,5                 |
| Elezioni generali del 1931        | 5         | 0              | 20.954 | 1,0                 |

Il NPS si presentò a diverse elezioni nella sua breve esistenza, ma non riuscì a far eleggere nessun candidato al Parlamento.

### Elezioni generali del 1929
| Collegio          | Candidato       | Voti  | %   | Posizione |
| ----------------- | --------------- | ----- | --- | --------- |
| Glasgow Camlachie | John MacCormick | 1.646 | 4,9 | 3         |
| West Renfrewshire | Roland Muirhead | 1.667 | 5,4 | 4         |

### Elezioni generali del 1931
| Collegio          | Candidato                         | Voti  | %    | Posizione |
| ----------------- | --------------------------------- | ----- | ---- | --------- |
| East Renfrewshire | Oliver Brown William Oliver Brown | 6.498 | 13,9 | 3         |
| Edinburgh East    | T. T. Alexander                   | 2.872 | 9,4  | 3         |
| Glasgow St Rollox | Elma Campbell                     | 3.521 | 1,3  | 3         |
| Inverness         | John MacCormick                   | 4.016 | 14,0 | 3         |
| West Renfrewshire | Roland Muirhead                   | 3.547 | 11,0 | 3         |